# Ulrich Abel
Ulrich Abel (Lipcse, 1912. március 3. – Vizcayai-öböl, 1944. április 24.) német tengeralattjáró-tiszt, aki zendülés és gyávaság vádjával, sértettségében feljelentette felettesét, Oskar Heinz Kuscht, akit emiatt kivégeztek a második világháborúban.

## Pályafutása
Ulrich Abel jogot végzett, majd 1934. december 1-jén bevonult a haditengerészethez. Első közös harci küldetése Kusch-sal az Atlanti-óceán déli részén volt, 1943. március 20. és július 6. között. Visszatérésük után Kusch kedvezőtlen jelentést adott Abelről, akit ez feldühített. Más tisztekkel konspirálni kezdett parancsnoka ellen. 1943. december 24-én, azután, hogy a tengeralattjáró visszatért második küldetéséről, Oskar Heinz Kusch valamennyivel jobb jellemzést adott róla, de még ebben is merevnek, átlagos tehetségűnek, elfogultnak és makacsnak nevezte, de úgy vélte, alkalmas arra, hogy részt vegyen a parancsnoki kiképzésen.
Oskar Heinz Kusch jellemzése tovább dühítette Abelt, aki január 12-én hivatalosan is panaszt tett kapitánya ellen zendülés miatt. Ezt január 25-én újabb beadvány követte, amelyben gyávasággal vádolta meg. Kuscht végül kivégezték.

## Halála
Abelt az ügy lezárulása előtt áthelyezték a 4. tengeralattjáró flottillához, és megkapta az U–193 parancsnoki posztját. Hajójával 1944. április 23-án hagyta el a franciaországi Lorient kikötőjét. Másnap a búvárhajó eltűnt a Vizcayai-öbölben.

## Összegzés
| Hajója | Parancsnoki szolgálata               | Őrjáratok száma | Őrjáratok hossza (nap) | Eltalált hajók száma | Eltalált hajók vízkiszorítása (brt) |
| ------ | ------------------------------------ | --------------- | ---------------------- | -------------------- | ----------------------------------- |
| U–193  | 1944. április 1. – 1944. április 24. | 1               | 2                      | 0                    | 0                                   |